# Sidendyngbagge
Sidendyngbagge (Aphodius tomentosus) är en skalbaggsart som först beskrevs av Müller 1776.  Sidendyngbagge ingår i släktet Aphodius, och familjen bladhorningar. Enligt den svenska rödlistan är arten nationellt utdöd i Sverige. . Arten har tidigare förekommit i Götaland, Gotland och Öland men är numera lokalt utdöd. Artens livsmiljö är jordbrukslandskap.